# Gintaras Marcinkevičius
Gintaras Marcinkevičius (* 25. Mai 1969) ist ein litauischer Unternehmer, Aktionär des Konzerns Vilniaus prekyba, Mitglied von „VP dešimtukas“.

## Leben
Seine Mutter, Ärztin, starb 1990 an Krebs in Šakiai.
Nach dem Tod der Frau heiratete sein Vater Förster zum zweiten Mal. Nach ein paar Jahren starb er und seine zweite Frau bei einem Autounfall.
Zusammen mit seinen Brüdern Žilvinas Marcinkevičius (* 1967) und Mindaugas Marcinkevičius (* 1971) und Numavičius-Familie gründete und entwickelte er eine Handelsgesellschaft und das Retail-Geschäft. Er leitet die Handelskette „Mart Inn“ (Inhaber sein Bruder Mindaugas) in Belarus.
Bis 2008 war er Generaldirektor der UAB Maxima LT. 2008 war er Generaldirektor der UAB „Maxima grupė“.